# Jayavarman V.
Jayavarman V., kambodžanski plemič, * ?, † 1001.
Bil je kralj Kambodže (968-1001).